# اسکریم
اسکریم (به انگلیسی: Skream) (زادهٔ ۱ ژوئن ۱۹۸۶) یک تهیّه‌کنندهٔ داب‌استپ مقیم کرویدون است. او یکی از نخستین و نیز یکی از برجسته‌ترین تهیّه‌کنندگان موسیقی داب‌استپ است. او در تکامل این سبک نقش مهمّی ایفا کرده‌است. نخستین آلبوم او به نام اسکریم! در سال ۲۰۰۶ منتشر شد.